# Герцик, Павел Семёнович
Павел Семёнович Герцик (? — 1700) — полтавский полковник Войска Запорожского в 1675—1677, 1683—1687, 1691—1695 гг. Руководитель казацких войск, сподвижник гетмана Ивана Мазепы. Представитель казацкого дворянского рода Герциков.

## Биография
Павел Герцик был сыном выкрещенного в 1650 году еврея Симеона из Умани, родился в первой половине XVI века на Полтавщине. Павел нигде не подписывался отцовской фамилией, а всегда только Павлом Семёновичем.
В доносе на Филиппа Орлика Кочубей так описывает происхождение тестя Орлика Павла Герцика:
Герцик, жид з Умани, зашол в час блиской войны до Полтавы… и застало его там дело войны Хмельницкой, где, яко всюду, жидов бито, так ему тае же смерть мела быти, но он, ещё никому досады не учинивши, зложился крещением… и назван в святом крещении Семеном.
Матерью Павла была Гафия Семеновна Герцик (1624—1686). После смерти Симеона, его вдова была настолько бедной, что её сын Павел Герцик, по рассказу Василия Кочубея, «торговал на Полтавском базаре иголками». Благодаря второму замужеству своей матери и влиянию своего отчима Петра Забелы, Павел Герцик становится писарем в Полтавском полку.
В 1689 году в числе 26 значных войсковых товарищей сопровождал гетмана Мазепу в его поездке в Москву от Полтавского полка.
В 1675 году Павел был полтавским полковым писарем и добился полковничества так: Прокоп Левенец, занимавший в это время уряд полтавскаго полковничества, подтопил своею мельницею соседнюю; этим его промахом воспользовался Герцик и уговорил полтавцев жаловаться на Левенца гетману, а полтавцы, прежде чем подать жалобу, скинули его с полковничества и выбрали Герцика.
Основой богатства Павла Герцика, который 11 июля 1691 года опять стал полтавским полковником, были 124 двори в селе Стасовцы, а также сёла Вакулинцы, Явончицы, данные ему гетманом Мазепой. На купленных грунтах в Решетиловской сотне Павел Герцик основал село Демидовку, владел также селом Васильковкой «с приметными грунтами, мельницами и рыбными ловлями». Герцик выдал замуж дочек Христину за сына охочекомонного полковника Ильи Новицкого Григория, Марию  за войскового товариша Владимира Максимовича, одну из дочерей за Искрицкого, Анну  за Филиппа Орлика, также женил старшего сына Григория на дочери смелянского сотника Лубенского полка Василия Громеку Настасии, младшего Ивана на дочери Ивана Левенца Горпине.
Участвовал в походе 1695 года украинских казаков и русских войск против турок под Кизикерменом. При штурме крепости Кизил-Кермень казаки Полтавского полка захватили турецкие пушки. Из них для Спасской церкви в Полтаве был отлит колокол «Кизикерман», который весил 2 тонны. При отливке колокола в него для улучшения звучания было добавлено 27 пудов серебра «до звона приличных», пожертвованных полтавским полковником Павлом Семеновичем Герциком. На колоколе есть и дата отливки: «Року 1695 месяца новелерия 6 дня», и герб дворянского рода Герциков — на щите сердце (Herz), «греческий» крест в лучах и рука со стрелой, а рядом изображение Божией Матери «с Предвечным Младенцем на десной руке». На колоколе также был отлит вирш:
В року тысяча шестьсот девять десять пятом,

По славном Кизикермене от христиан взятом,

В царство Pocсийских царей Петра, Иоанна,

За гетманство Мазепы Богом дарованна,

Сооружен есть звон сей к Божией славе,

До храму Успения в городе Полтаве

Из штук с Кизикерменских арматив здобычных,

С придатками материи до звона приличных.

Коштом его милости войска Полтавска вожа,

Павла Семеновича Украины отрожа.
Позднее этот колокол был утрачен — его перелили из-за трещины на московском заводе М. Д. Финляндского в 1890 году.
В 1700 году на средства Павла Герцика была построена в Ближних пещерах Киево-Печерской лавры Крестовоздвиженская церковь. В этом храме его и похоронили под правой стеной.

## Семья
- Жена — Ирина Яблонская по приказу Петра І была сослана в Сибирь.
- Сыновья — Григорий, Иван и Афанасий (Атанас) были сторонниками гетмана Мазепы и вместе с ним оказались в эмиграции.
- Дочери — Христина была женой полковника Григория Ильича Новицкого, сосланного в 1709 году в Сибирь; Анна была женой гетмана Филиппа Орлика, Мария была женой войскового товарища Владимира Максимовича.
- Мать — Гафия Семёновна Герцык (1624—1686), была второй женой генерального обозного Петра Забелы.